# Mordechaj Bar On
Mordechaj Bar On (hebrejsky מרדכי בר-און‎; 26. prosince 1928 – 7. března 2021) byl izraelský politik, poslanec Knesetu za stranu Rac.

## Biografie
Narodil se v Tel Avivu. Sloužil v izraelské armádě, kde roku 1948 dokončil výcvikový důstojnický kurz. Pak působil jako velitel v brigádě Giv'ati. V roce 1955 byl předsedou historické sekce při generálním štábu, v roku 1958 působil jako ředitel úřadu generálního štábu a v letech 1961–1963 byl zástupcem vrchního vzdělávacího důstojníka, v letech 1963–1968 pak vrchním vzdělávacím důstojníkem. Z armády byl propuštěn v roce 1968. Vysokoškolské vzdělání získal na Hebrejské univerzitě a na Columbia University. V letech 1968–1977 zastával řídící posty ve vedení Židovské agentury, byl jedním z vůdců pacifistického hnutí Šalom achšav. Napsal četné knihy o dějinách Izraele a arabsko-izraelského konfliktu.

## Politická dráha
V izraelském parlamentu zasedl po volbách v roce 1984, do nichž šel za Rac. Byl členem finančního výboru a podvýboru pro podporu exportu. Mandát ukončil předčasně, v listopadu 1986. Jeho křeslo v Knesetu zaujal David Zucker.